# Fawzia Mohamed
Fawzia Mohamed (فوزية محمد) (Il Cairo, 1983) è una modella egiziana, vincitrice del titolo Miss Egitto 2006 all'età di ventidue anni.
Ha quindi rappresentato l'Egitto in occasione del concorso Miss Universo 2006.
Fawzia Mohamed è cresciuta al Cairo con la sua famiglia, che consiste di tre sorelle ed un fratello. I suoi indirizzi di studio presso l'università di Helwan sono il turismo e la storia dell'Egitto.
Prima di partecipare al concorso di bellezza, Fawzia Mohamed aveva già accumulato esperienze come modella, ed aveva frequentato la scuola per modelle di Amina Shelbaya, Miss Egitto 1988. Fra gli stilisti, per cui Mohamed aveva sfilato si possono citare Hany El Behery e Dagher.